# クレアモント・カレッジズ

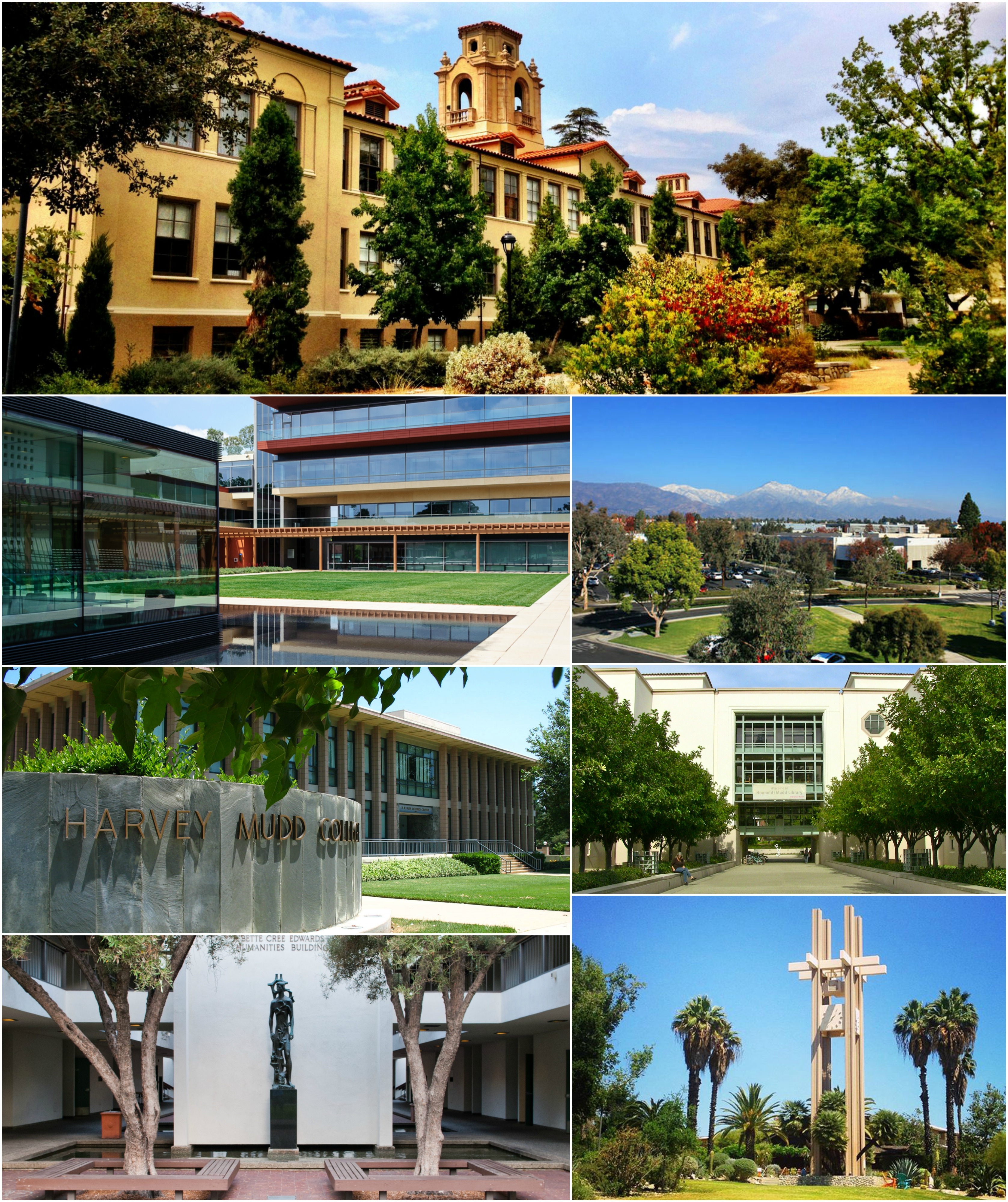
Claremont Colleges Consortium

クレアモント・カレッジズ（Claremont Colleges）は、アメリカ合衆国カリフォルニア州クレアモントにある、5校のリベラルアーツ・カレッジと2校の大学院からなるコンソーシアムである。
マサチューセッツ州のFive College Consortiumやペンシルバニア州のTri-College Consortiumいった多くの大学コンソーシアムとは異なり、クレアモント・カレッジズのキャンパスは、それぞれが歩いて行ける距離内に近接している。全てのキャンパスを合わせると面積は約260ヘクタールになる。
合計8,500人以上の学生、約3200人の教員とスタッフを抱え、クレアモント・カレッジズでは2000以上の課程が提供されている。この独特なコンソーシアムをフィスク・ガイドは「アメリカでは他に例を見ない知的資源の集積」と評している。

## クレアモント・カレッジズ 構成大学

Claremont Colleges Map

クレアモント・カレッジズのコンソーシアム創設は、ポモナ・カレッジ（1887年創立）に隣接して1925年にクレアモント大学院大学が創立されたことにより始まる。クレアモント大学院大学はマネジメントの父ピーター・ドラッカーが、長きにわたり教鞭を執った大学院である。
特化性・柔軟性・各学生への配慮などといった小規模大学の利点と、大規模大学の機能性を併せ持つことがコンソーシアムの目的とされている。各大学間では単位交換のみならず、他大学でメジャー（専攻）を取ることも可能である。
区分化されたカレッジ制大学のデザインはオックスフォード大学の影響を受けている。

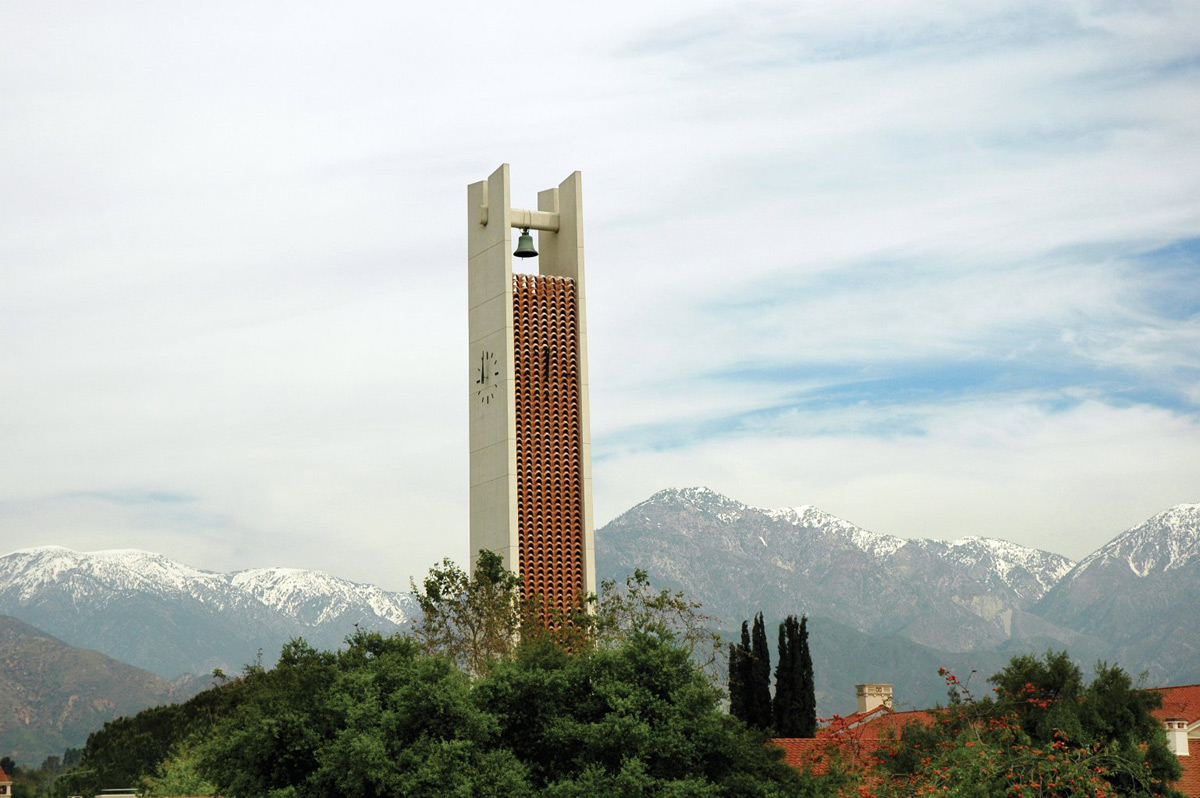
Smith Tower & San Gabriel Mountain

### 5つのリベラルアーツ・カレッジ

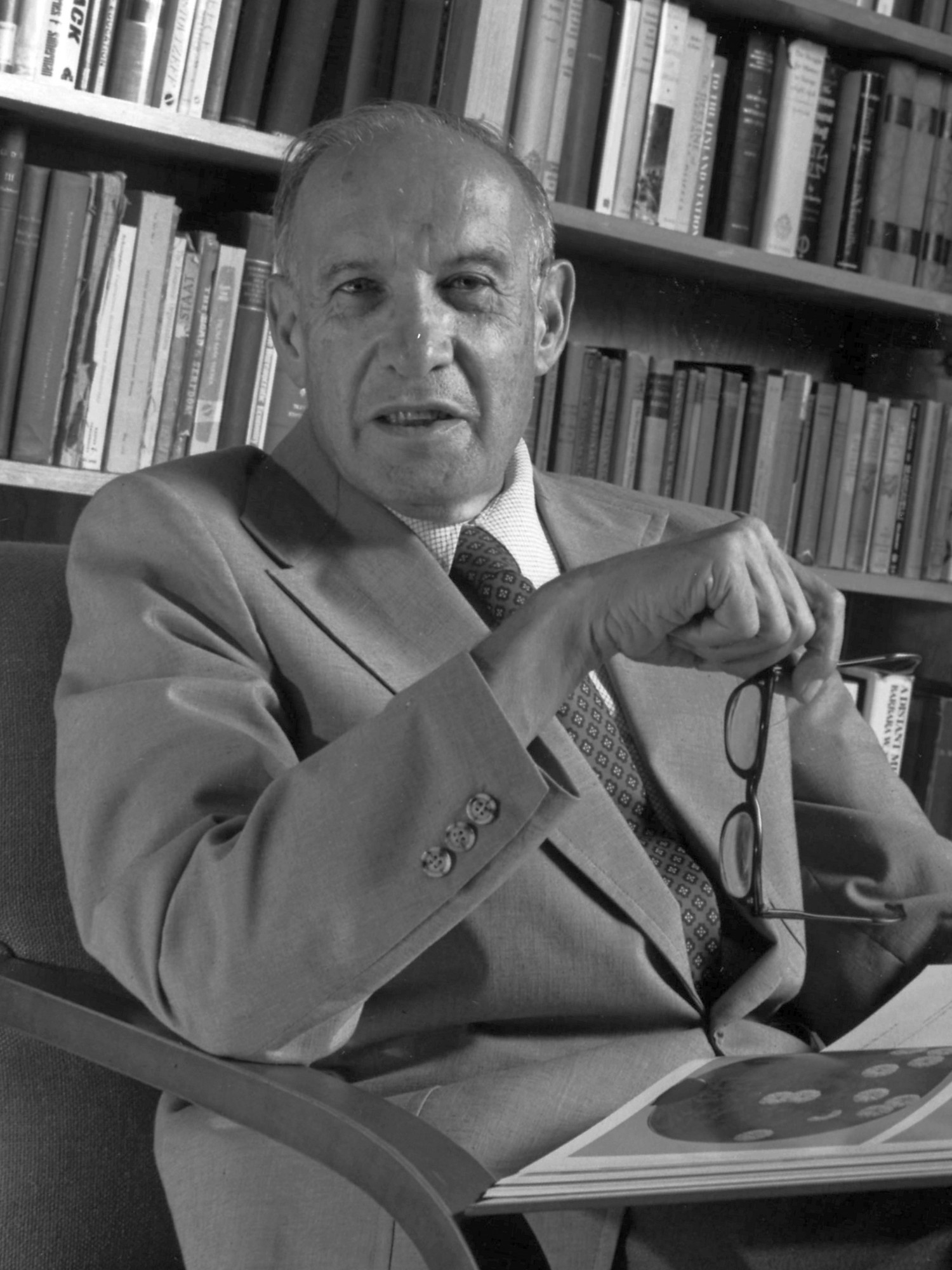
ピーター・ドラッカーはクレアモント・カレッジで30年間教鞭を執った

- ポモナ大学 - 1887年創立。クレアモント・カレッジズの創始校である。非常にリベラルな校風で知られる。
- クレアモント・マッケナ大学 - 1946年創立。経済学、政治学、国際関係学、公共政策学に特化している。
- ハーヴィー・マッド大学 - 1955年創立。工学、数学、計算機科学、物理学、生物学などSTEM教育では、全米最高峰と言われる。
- ピッツァー大学（英語版） - 1963年創立。学際的カリキュラムを特徴としている。
- スクリプス大学（英語版） - 1926年創立。女子大学。

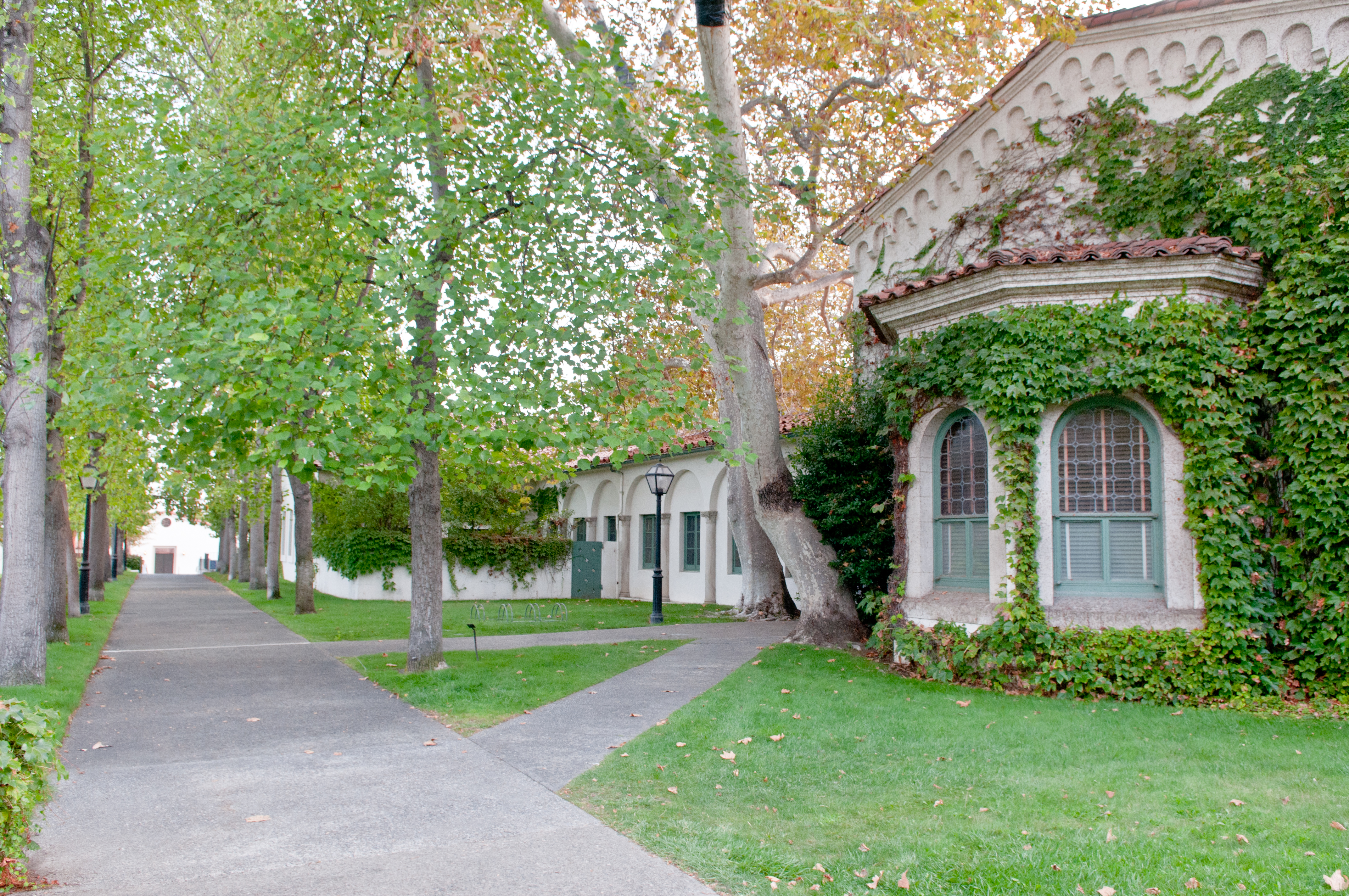
Scripps College

これら5つの大学は主に「5Cs」と呼ばれており、他の2つの大学院大学を含める時は「7Cs」と呼称され、それぞれの大学に異なる文化や特色がある。
たとえばポモナ大学が「Learn for the sake of Learning（学びのための学び）」とリベラルアーツの神髄を追求するのに対し、クレアモント・マッケナ大学は「Learn for the sake of Doing（実践のための学び）」と実学に重きを置き、ワシントンDCの政府機関やシリコンバレーTech企業等でのインターンシップや産学共同プログラムが充実している。
ハーヴィー・マッド大学は理系のみの学位を提供し、リベラルアーツ・カレッジながらマサチューセッツ工科大学（MIT）、カリフォルニア工科大学（Cal-Tech）と並ぶレベルの高度なSTEMプログラムが提供されている。
これらコンソーシアム内では大学間の横の交流が盛んであり、他のカレッジの授業を受けることやメジャーを取ることも可能である。

### 2つの大学院
- クレアモント大学院大学 - 1925年創立。経営学者ピーター・ドラッカーが最晩年までの30年間以上マネジメントや組織論の教鞭を執った。31の分野で修士課程及び博士課程を提供している。ドラッカー・スクール・オブ・マネジメントはクレアモント大学院内のビジネス・スクールである。Keck-Graduate Institute

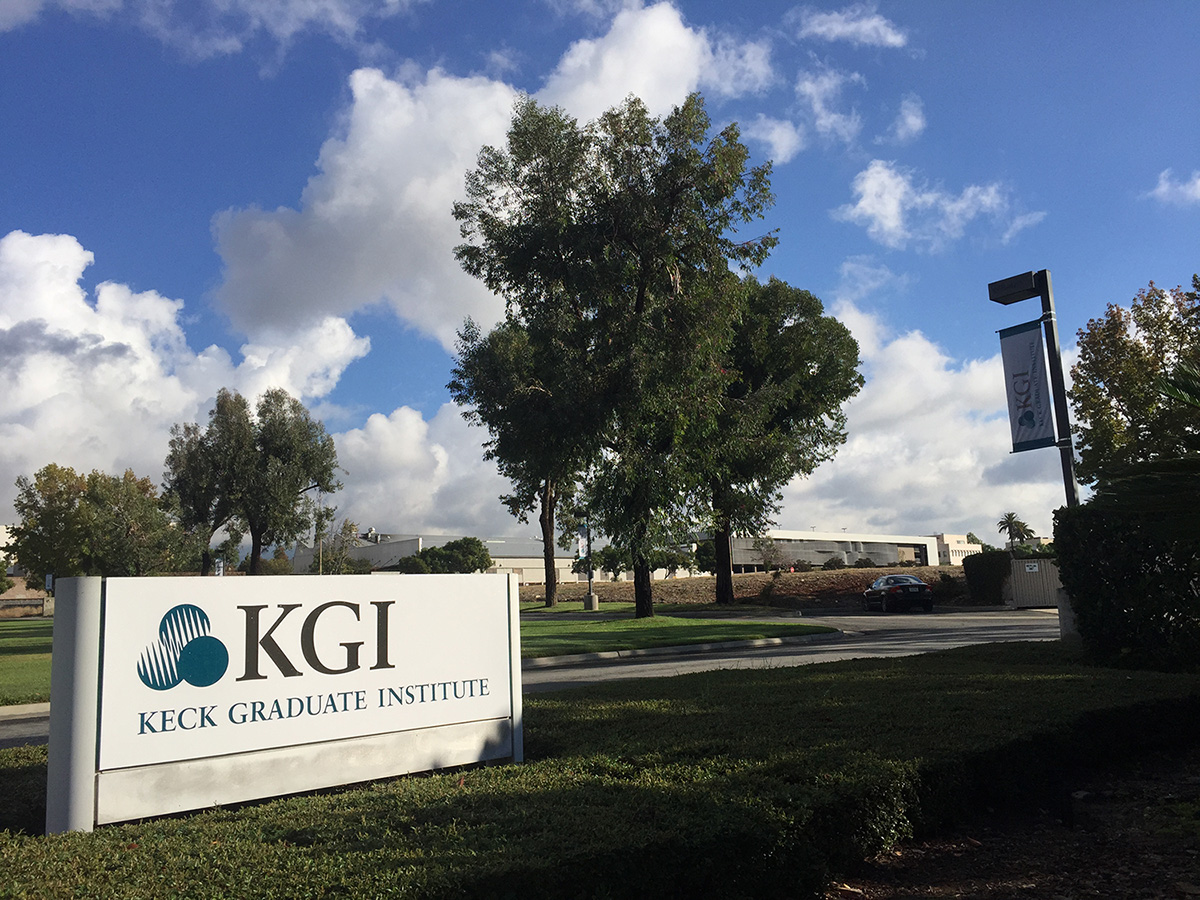
Keck-Graduate Institute

- ケック応用生命科学大学院大学（英語版） - 1997年設立。生命科学での修士課程および応用生命科学での博士課程を提供している。

2008年中頃、クレアモント・カレッジズはシンガポール国立大学と協調して、6つ目のクレアモント・カレッジをシンガポールに設立する計画を調整し始めていたが、2009年10月にシンガポール教育省が財政支援案を撤回した。もし実現すれば、リベラルアーツ・カレッジとしては類を見ないパートナーシップとなるところであった。

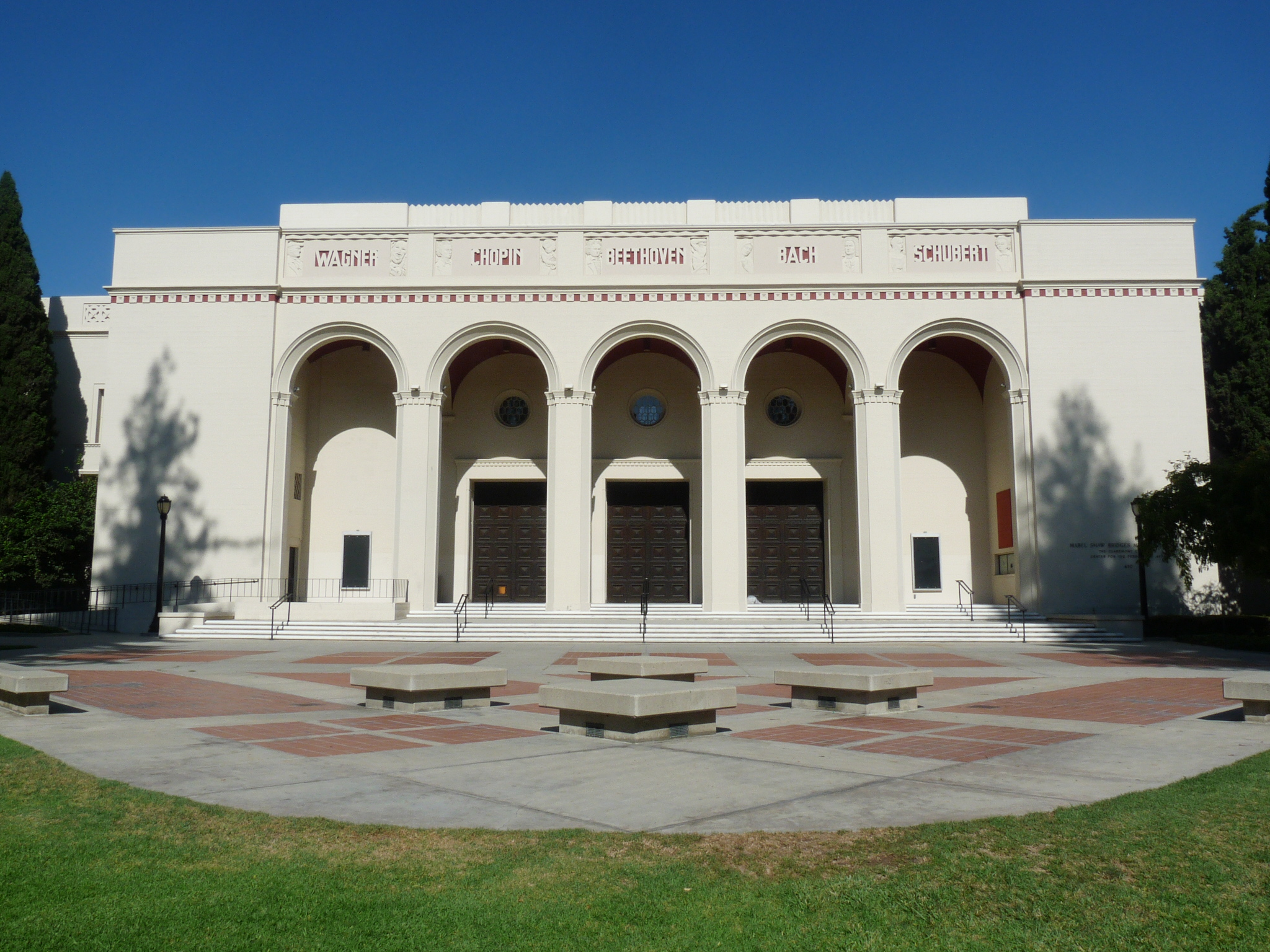
Pomona College Bridges Hall

## ランキング
Forbes Top25 Liberal Arts Colleges in the U.S. (2017年版)では5Csは以下のようにランクされた。
ポモナ大学１位、クレアモント・マッケナ大学２位、ハーベイ・マッド大学5位、スクリプス大学16位。
Times Higher Education Best Liberal Arts Colleges in the United States(2017年版)ではポモナ大学3位、クレアモント・マッケナ大学8位。

## 合格率
Acceptance Rate(合格率）は2016年実績でポモナ大学、クレアモント・マッケナ大学ともに9%だった。リベラルアーツ・カレッジで1ケタ台であるのは現在、米国ではこの２校のみである。 
東海岸のリベラルアーツの雄ウィリアムズ大学（同18%)やアマースト大学(同14%)よりも低く、アイビーリーグやスタンフォード大に次ぐ合格率の低さである。 1学年あたりの人数が少ないこと（ポモナ大、クレアモント・マッケナ大ともに350名弱）、またカリフォルニアという抜群の気候の良さも手伝い、全米最難関な少数精鋭カレッジ・コンソーシアムである。

## 共有施設

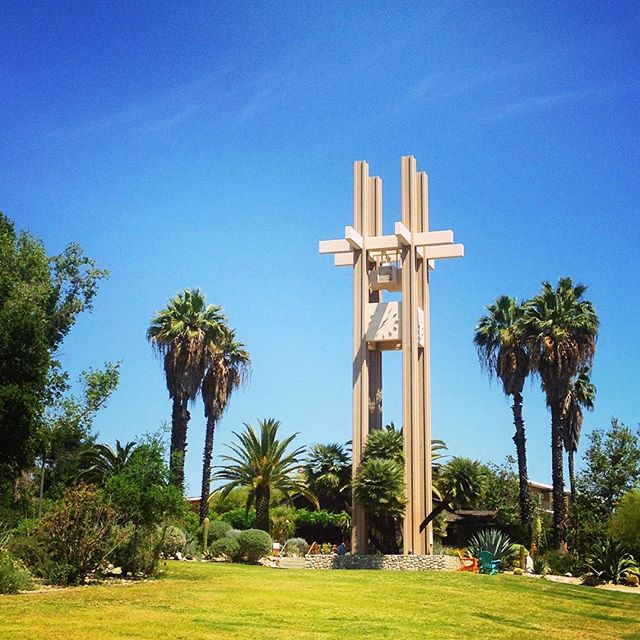
Pitzer College Brant Clock Tower

共有施設にはクレアモント・カレッジズ図書館、Tranquada学生サービスセンター、McAlisterセンター、Huntley書店、食堂、スポーツ施設などが含まれる。クレアモント・カレッジズ図書館の蔵書数はカリフォルニア州でスタンフォード大学、南カリフォルニア大学に次いで3位である